# Machado de Assis
Joaquim Maria Machado de Assis (Rio de Janeiro, 21 juni 1839 - Rio de Janeiro, 29 september 1908) was een Braziliaans schrijver van romans, verhalen en gedichten. Hij geldt als de belangrijkste Braziliaanse literator uit de negentiende eeuw en had grote invloed op de Zuid-Amerikaanse literatuur in de twintigste eeuw. Susan Sontag omschreef hem als de grootste schrijver die Latijns-Amerika ooit heeft voortgebracht.

## Leven

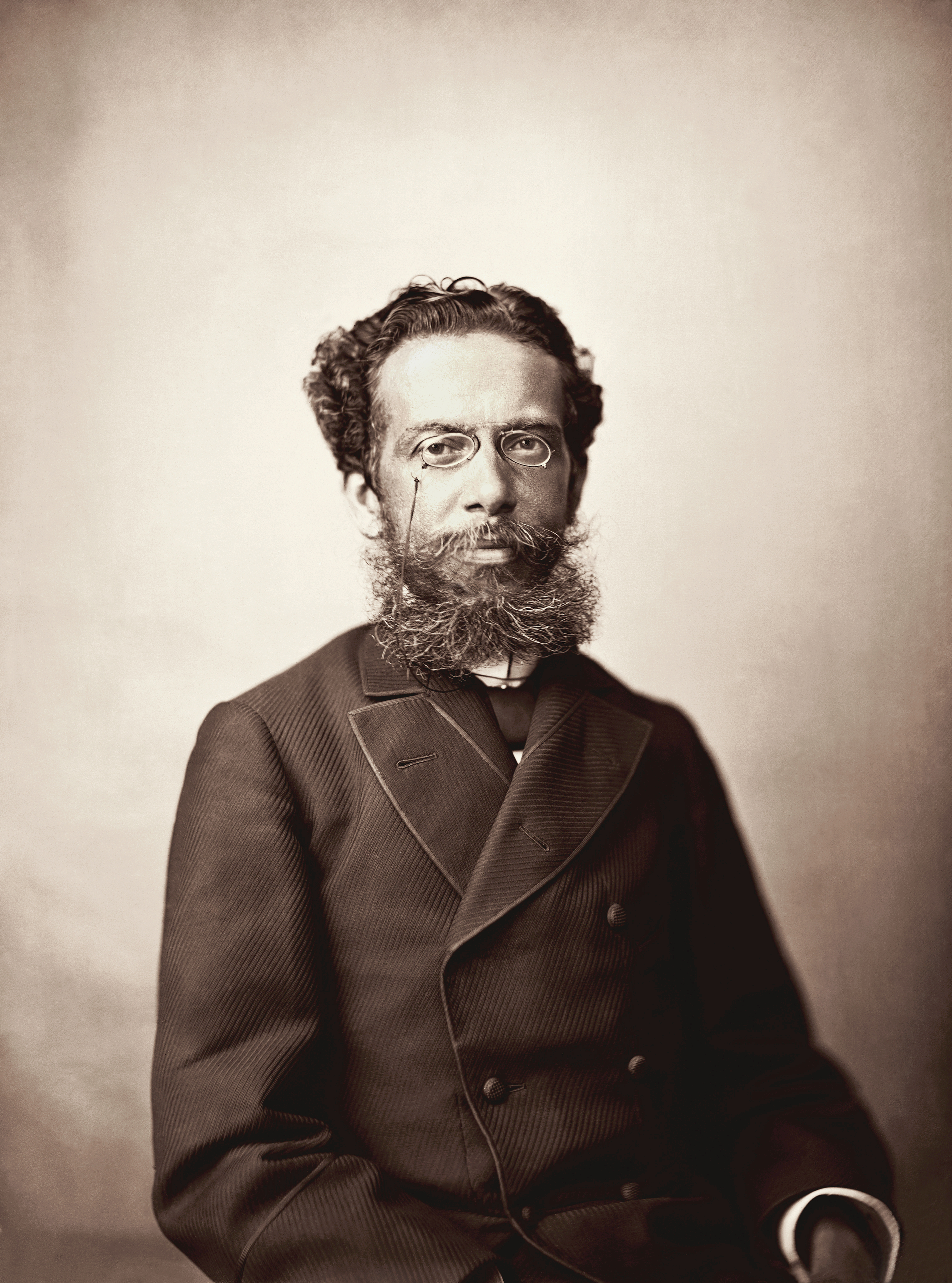
Machado de Assis (1880), Marc Ferrez

Machado werd bij zijn geboorte in een nederig leven geworpen. Zijn grootouders waren mulatten en bevrijde slaven. Zijn moeder was een Portugese wasvrouw die vanuit de Azoren naar Brazilië emigreerde. Zijn vader, mulat en slavenzoon, werkte als huisschilder en decorateur. Beide ouders konden, opmerkelijk genoeg, lezen en schrijven, ondanks het gegeven dat ze tot een verarmde arbeidersklasse behoorden. De jonge Machado groeide op in armoedige omstandigheden, een tengere en verlegen jongen. Hij werd bijna blind op zijn veertigste, was vreselijk bijziend, stotterde en was epileptisch. Toch groeide hij uit van armoedig kind dat een degelijke opvoeding ontbeerde tot de grootste schrijver die Brazilië heeft voortgebracht en tot steunpilaar van het establishment. Hij vond echter dat zijn leven van weinig belang was en stond erop dat wat werkelijk telde zijn werk was.
Machado werd geboren in 1839 en groeide op in de buitenwijken van Rio, toen de hoofdstad van het keizerrijk Brazilië. Gedurende de eerste tien jaar van zijn leven leefde hij er op het landgoed van Maria José de Mendonça Barroso Pereira, de weduwe van een senator en tevens zijn meter. Hij had ook een zus, maar ze stierf toen ze vier jaar oud was. Dit was niet het enige verlies dat de prille jongen te verduren kreeg; slechts tien jaar oud verloor hij zijn moeder aan tuberculose. De jonge Machado ging naar school, ondanks de knellende financiële situatie van zijn gezin; maar hij bewees er zich geen uitmuntende student te zijn. Hij zou regelmatig als misdienaar de lokale kapel bijstaan. Daar werd hij bevriend met de priester Silveira Sarmento die hem vermoedelijk Latijn leerde. Na de dood van zijn moeder verhuisde Machado met zijn vader naar andere omstreken van Rio. Zijn vader hertrouwde met Maria Inês da Silva. Naar het introducerende essay dat The Collected Stories of Machado de Assis voorafgaat is er twijfel over de volgende periode in Machado's leven. Sommige biografen beweren dat zijn stiefmoeder voor hem zorgde en dat hij les kreeg in de meisjesschool waar ze kokkin was. Anderen beschrijven dat hij 's avonds de Franse taal geleerd zou hebben in het bijzijn van een Franse migrant en bakker. Men spreekt ook over een vroegrijpe interesse voor taal en literatuur. Wat echter zeker is is dat hij zijn eerste sonnet publiceerde in de Periódico dos Pobres (“Tijdschrift van de armen”) toen hij vijftien was. Een jaar later werd hij vaste bezoeker van een boekhandel in het centrum van Rio dat als verzamelplaats fungeerde voor allerlei kunstenaars en schrijvers. De boekhandel werd uitgebaat door de journalist en typograaf Francisco de Paula Brito. Daar mengde de nog niet grote Machado zich met de literaire en artistieke kringen die er samenkwamen.
Op zijn zeventiende werd Machado aangeworven als typograaf en corrector bij de Imprensa Nacional (Nationale Pers). Hier moedigde de auteur Manuel Antônio de Almeida hem aan een literaire carrière na te streven. Twee jaar later kreeg hij een voorstel van de dichter Francisco Otaviano om als schrijver en redacteur te werk te gaan voor de toen belangrijke krant Correio Mercantil. Deze krant wordt vaak genoemd in Machado's kortverhalen. Machado hield van het theater en raakte al op jonge leeftijd betrokken bij de theaterwereld van Rio. Hij schreef zelf twee libretto's en verscheidene toneelstukken, maar verkreeg hiermee geen succes. Tegen zijn eenentwintigste was “Machadinho” (“jonge Machado”), zoals hij werd genoemd, reeds een bekend gezicht in intellectuele kringen. Hij stichtte een literaire kring genaamd Arcádia Fluminense en bleef werken als journalist, nu ook voor andere kranten. Deze levensperiode wordt getekend door een haast onstilbare intellectuele honger. De jonge schrijver las gretig en in talrijke talen. Er wordt gezegd dat hij zich het doel voor ogen had genomen om, naast de moderne literatuur, alle universele klassieken in hun oorspronkelijke taal te lezen met inbegrip van het Oudgrieks. Zo bouwde hij gaandeweg een uitgebreide bibliotheek op die hij bij zijn dood naliet aan de Academia Brasileira de Letras (De Braziliaanse Academie der Letteren) waarvan hij medeoprichter en eerste voorzitter was. Tussen zijn vijftiende en dertigste levensjaar kende Machado een periode van creatieve overvloed, zo publiceerde hij 6000 dichtverzen in plaatselijke bladen – verzameld in de bundels Chrysalidas en Phalenas (1869) – 6 toneelstukken, librettos, vertalingen uit het Frans en Spaans, een bijna volledige vertaling van Oliver Twist, 24 kortverhalen, 182 columns en een 20-tal kritische essays. João Roberto Faria beschreef zijn eerste literaire bedrijvigheid als pamflettist, theatercriticus, literair criticus, komedieschrijver, dichter; als vertaler van gedichten, theaterstukken en romans; en zelfs als censor voor het conservatorium. Met zijn vrienden José Veríssimo en Lúcio de Mendonça werkte hij samen aan het tijdschrift Revista Brasileira.

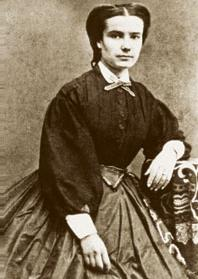
Carolina, zijn vrouw (voor 1904), Acervo Academia Brasileira de Letras

In 1867, op zijn achtentwintigste, werd Machado door keizer Dom Pedro II gedecoreerd met de Orde van de Roos. Hij werd ook benoemd tot ambtenaar in het ministerie van landbouw, handel en openbare werken. Uiteindelijk zal hij gepromoveerd worden tot hoofdambtenaar in datzelfde ministerie. Hij is hier langer dan dertig jaar blijven werken, tot drie maand voor zijn dood. Deze baan was veeleisend, maar het verschafte hem voldoende tijd om zich aan het schrijven te wijden. Over heel zijn leven schreef Machado 9 romans, 9 toneelstukken, meer dan 200 kortverhalen, 5 dichtbundels en meer dan 600 crônicas of krantencolumns. Daarnaast vond de intussen bekende schrijver ook de tijd om te trouwen. Zijn vrouw, de gecultiveerde Carolina Augusta Xavier de Novais, zou later cruciaal blijken voor zowel Machado's geluk en welbevinden als voor de uitbreiding van zijn literaire kennis. Ze was vijf jaar ouder dan hij en tevens de zus van een goede vriend. Ze werden vrijwel meteen verliefd en trouwden in 1869, desondanks dat haar familie het afkeurde dat ze met een mulat zou trouwen. Carolina was zeer goed opgeleid en liet Machado kennismaken met veel Engelstalige schrijvers. Na vijfendertig jaar gelukkig getrouwd te zijn geweest liet Carolina het leven op haar zeventigste in 1904. Machado raakte verwikkeld in een diepe depressie, waar hij nooit meer uit zou komen.  Na de dood van zijn vrouw schreef hij nog maar één roman, Memorial de Aires (1908). Zijn laatste verhalenbundel Relíquias de Casa Velha (1906) wordt voorafgegaan door een teder sonnet dat hij aan haar opdroeg. Vereenzaamd en neerslachtig stierf Machado de Assis op 29 september 1908. Hij kreeg een staatsbegrafenis. Zijn beroep op zijn overlijdensakte luidt opmerkelijk genoeg slechts “ambtenaar”. Toen zijn laatste roman, Memorial de Aires, in zijn sterftejaar gepubliceerd werd bleef het bijna onopgemerkt.
Machado de Assis stond onder zijn tijdgenoten bekend als een uiterst correct burger, vormelijk en koel in de maatschappelijke omgang. Hij maakte tijdens zijn leven op velen de indruk een “streber” te zijn. Eenmaal gearriveerd deed hij zijn uiterste best om zijn nederige afkomst te verbergen, alsook zijn epilepsie. Slechts in een kleine kring van intieme vrienden onthulde hij zijn grote intelligentie, zijn subtiele gevoel voor humor en zijn zeer persoonlijke (freudiaanse) kijk op de achtergrond van menselijke gedragingen, zoals die ook in zijn literaire werk tot uitdrukking kwam.

## Werk

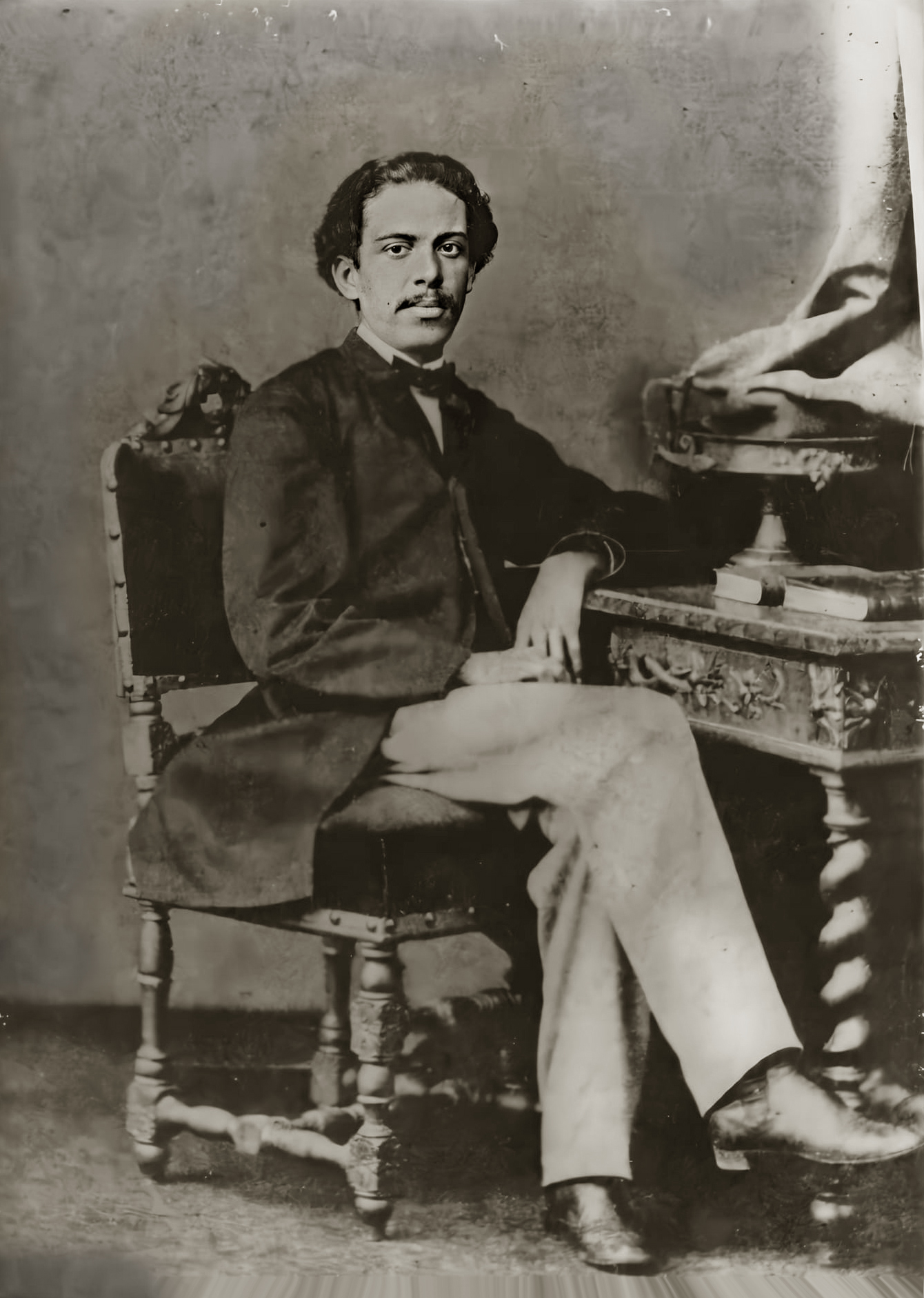
Machado de Assis, 25 jaar oud (1864), Joaquim José Insley Pacheco

Machado de Assis bediende zich als schrijver van vrijwel alle literaire genres. Zijn vroege werken zijn nog tamelijk conventioneel-romantisch. Vanaf 1880 ontstaat echter een schier onclassificeerbaar oeuvre, ontgroeid aan de romantiek, wars van het realisme, maar daarvan wel alle elementen gebruikend die hij nodig achtte. Het werk van Machado de Assis was voor zijn tijd uitermate modernistisch en doet wel denken aan Italo Svevo en Marcel Proust (maar dan vermakelijker). Kenmerkend is zijn techniek van het weglaten, waarmee hij de fantasie van de lezer wilde prikkelen; typerend is ook het thema van het niet vooruitkomen in het leven: vandaag win je, morgen verlies je weer. Zijn stijl is hoogst persoonlijk, sober en precies en getint door een afstandelijke, elegante humor. Door velen wordt Machado de Assis beschouwd als een der belangrijkste schrijvers uit de negentiende-eeuwse wereldliteratuur.
Als de belangrijkste romans van Machado de Assis gelden:
- Posthume herinneringen van Brás Cubas (1880), waarin een rijke vrijgezel terugkijkt op zijn leven en tot de conclusie komt dat egoïsme de essentie is van de menselijke natuur; datzelfde gezichtspunt wordt op het einde door de waanzinnige filosoof Quincas Borba uitgewerkt in de pseudo-wetenschappelijke leer van het ‘Humanitisme’.
- Quincas Borba (1891), een soort studie over waanzin en sociaal gedrag over Rubiao, leerling van de ‘humanitist’ Borba: Rubiao wordt Borba’s erfgenaam op voorwaarde dat hij zorgt voor diens hond maar heeft het humanitisme niet begrepen en maakt de verkeerde keuzes.
- Dom Casmurro (1899), een introspectieve roman over een nurkse oude heer die mijmert over zijn leven en de ontrouw van zijn mooie vrouw Capitu met zijn beste vriend, waarbij de lezer echter nooit echt te weten komt wat er precies gebeurd is.
- Ezau en Jacob (1904) een roman van twijfel en tweestrijd, belichaamd in een tweeling die beide verliefd zijn op hetzelfde meisje, Flora, die echter sterft zonder tussen de beide broers te hebben kunnen kiezen..
- Dagboek van Aires (1908), een nostalgisch, bezonken boek met mild ironische bespiegelingen van de oude Aires, geschreven tussen de dood van zijn vrouw Carolina en zijn eigen naderende dood, op basis van eigen dagboekaantekeningen.

Bovengenoemde werken  werden tussen 1983 en 1992, samen met twee bundels verhalen (De psychiater en Vrouwenarmen), door August Willemsen en Harrie Lemmens in het Nederlands vertaald en in gebonden edities uitgegeven door De Arbeiderspers.

### Gedichten
- Crisálidas, 1865
- Falenas, 1870
- Americanas, 1875
- Ocidentais, 1880
- Poesias completas, 1901

### Romans
- Ressurreição, 1872
- A mão e a luva, 1874
- Helena, 1876
- Iaiá Garcia, 1878
- Memórias Póstumas de Brás Cubas, 1881 (Nederlandse vertaling door August Willemsen, De Arbeiderspers 1983)
- Casa Velha, 1885
- Quincas Borba, 1891 (Nederlandse vertaling door August Willemsen, De Arbeiderspers 1984)
- Dom Casmurro, 1899 (Nederlandse vertaling door August Willemsen, De Arbeiderspers 1985)
- Esaú e Jacó, 1904 (Nederlandse vertaling door Harrie Lemmens, De Arbeiderspers 1983)
- Memorial de Aires, 1908 (Nederlandse vertaling door August Willemsen, De Arbeiderspers 1992)

### Verhalen
- Contos Fluminenses, 1870
- Histórias da Meia-Noite, 1873
- Papéis Avulsos, 1882
- Histórias sem Data, 1884
- Várias Histórias, 1896
- Páginas Recolhidas, 1899
- Relíquias da Casa Velha, 1906

### Toneel
- Hoje avental, amanhã luva, 1860
- Queda que as mulheres têm para os tolos, 1861
- Desencantos, 1861
- O caminho da porta, 1863
- O protocolo, 1863
- Teatro, 1863
- Quase ministro, 1864
- Os deuses de casaca, 1866
- Tu, só tu, puro amor, 1880
- Não consultes médico, 1896
- Lição de botânica, 1906

Voorts schreef Machado de Assis veel essays en literatuurkritieken.